# Gyurkó Lajos (tanár)
Gyurkó Lajos (Tószeg, 1926. április 23. – 2008. április 9.) a Budapesti Corvinus Egyetem Matematika tanszékének docense. Egész életében egyetlen munkahelye volt, az egyetem Matematika tanszéke, és egyetlen hivatása: az oktatás.

## Élete
Tószegen született 1926. április 23-án. A Közgazdaságtudományi Egyetem Gazdasági tanárképző szakán végzett 1951-ben, matematika-fizika-kémia tagozaton, ahol többek között Öveges József fizika-professzor is a tanára volt. Gyakornokként került a Huszár Géza vezetésével működő Matematika tanszékre 1951-ben. 
Kiváló oktató volt, megvolt benne az a különleges kisugárzás, amiből minden diákja érezte, hogy nagyszerű tanárhoz került 
Első nagyobb megbízatása az egyetem esti-levelező képzésének megszervezése volt. A következő nagy feladat: az 1970-es évek legelején az ő vezetésével indult el az egyetemen a számítástechnikai oktatás. Számos tananyag és jegyzet elkészítése fűződik nevéhez. Úttörő jellegű volt a Bevezetés a numerikus és gépi módszerekbe című jegyzete. A legendás Denkinger-Gyurkó: Analízis feladatgyűjteményt generációk sora használta az ország szinte összes felsőoktatási intézményében, és tanulnak belőle a mai napig is. A hazai felsőoktatásban az elsők között dolgozta ki és oktatta az Információelmélet című tárgyat, ami a korabeli alkalmazott matematika igen korszerű területe volt. 
Egyik alapító tanára és igazgatója volt az egyetem francia nyelvű képzésének a ’90-es években. 
Mindene volt a tanítás, kiváló előadókészsége és stílusa miatt méltán volt nagyon népszerű a hallgatók között. A Matematika tanszéken pályafutása alatt több generáció nőtt fel, mindannyian számíthattunk a segítségére és a barátságára. 
Gyurkó Lajos tanár úr, a Budapesti Corvinus Egyetem Matematika tanszékének nyugalmazott docense 2008. április 9-én örökre eltávozott.